# Château de Limours
Le château de Limours est un ancien château médiéval et Renaissance, situé sur la commune de Limours, dans le département de l'Essonne. Aujourd'hui détruit, il n'en reste que peu de vestiges, dont principalement un pavillon dessiné par François Mansart.

## Histoire

### Les propriétaires jusqu'auXVIesiècle

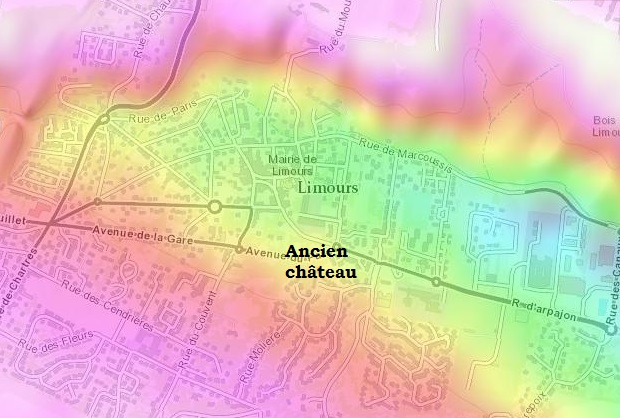
Topographie de Limours.

- Gautier de Limours, homme lige du roi
- Charles V (acquisition en 1376)
- Jacques de Montmort, chambellan du roi, gouverneur du Dauphiné et du Viennois (don du roi la même année)
- Jean de Chastillon
- Charles de Carnazet et Claude de Cantelu (acquisition en 1480)
- René de Carnazet, frère du précédent
- Jean Poncher, conseiller du roy et trésorier des guerres (acquisition en 1516).

### Les propriétaires à partir duXVIesiècle
François Ier et la duchesse d'Étampes

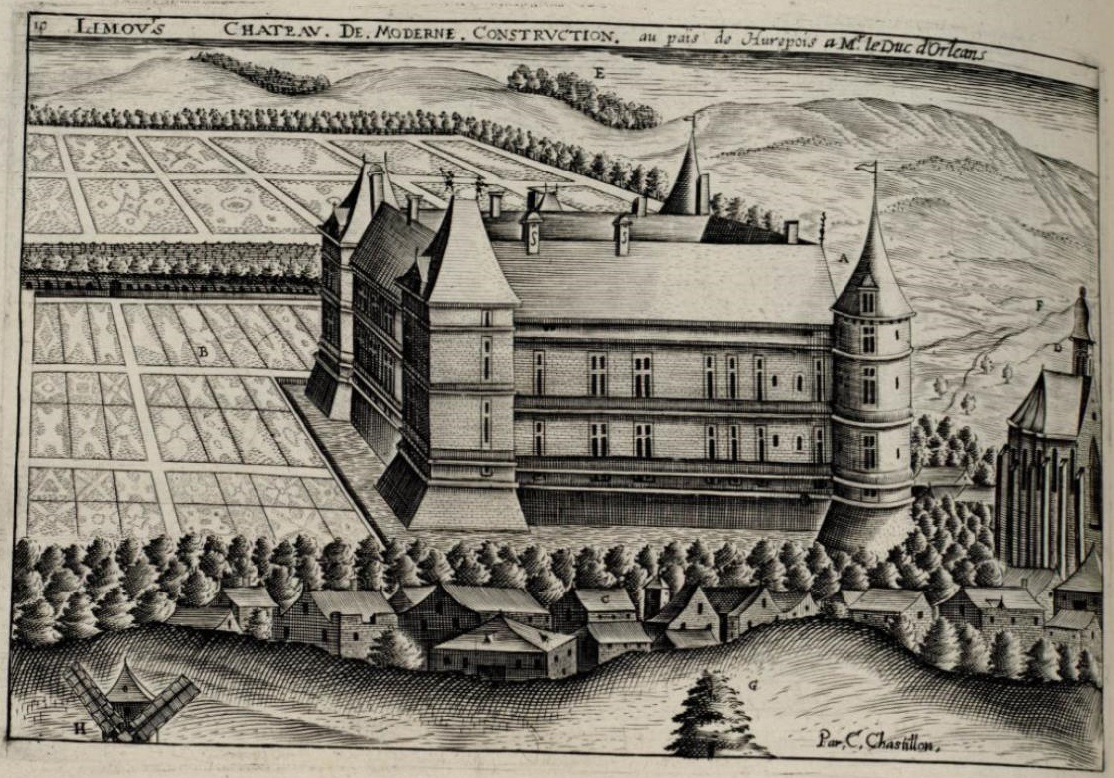
Le château de Limours, Claude Chastillon. Fin du XVIe siècle.

Anne de Pisseleu, duchesse d’Étampes, fait construire vers 1540 un nouveau château, dans les goûts de la Renaissance. À partir des restes du manoir médiéval, c’est-à-dire les deux tours rondes encadrant le corps d'entrée, le rectangle des constructions s’étend alors vers l’est autour d’une cour intérieure. Les deux angles orientaux sont renforcés de tours carrées, qui s’équilibrent esthétiquement avec les premières tours. Ces constructions sont contemporaines des travaux que réalise la duchesse d'Étampes au château de Meudon.
Henri II et Diane de Poitiers
Diane de Poitiers souhaite aménager une grande salle de bal. Celle-ci mesurera environ 27 mètres de long sur 10 mètres de large. Elle fait appel à l'architecte Philibert Delorme qui a déjà réalisé pour elle le château d'Anet. Celui-ci est en effet détenteur d'une technique personnelle étonnante pour réaliser des charpentes qui dégagent plus de volume, plus légères et pour le tiers du prix des charpentes traditionnelles. Cette « nouvelle invention pour bien bastir et à petits frais » (titre d'une publication de 1561), dite des combles en planches assemblées, offre une forme en anse de panier.
Françoise de Brezé, duchesse de Bouillon
Henri III
Le duc de Joyeuse
Philippe Hurault de Cheverny et son fils
Le cardinal de Richelieu
Le cardinal de Richelieu achète Limours en 1623 et entend en faire un de ses lieux de villégiature, de séjours de chasses pour le couple royal, mais aussi de réceptions.
Il fait réaliser une galerie de portraits royaux dans la salle de bal, avec force boiseries ornementales (Jean de Gonfreville). La chambre du roi est "enrichie d’or avec cartouches de relief dorés, à fond d’azur et blanc, et les frises toutes de relief, avec consoles, cartouches et le dessous des poutres tout de relief avec festons dorés à fond d’azur et blanc". La chambre de Marie de Médicis est réalisée avec le même luxe.
À l'extérieur, le fronton de la façade est décoré d’une fresque, et les jardins à la française sont parsemés d’antiques, de marbres et de pièces d’eau, mises en scène par Salomon de Caus. C’est alors que le château de Limours jouit de sa plus grande réputation.
Gaston d'Orléans

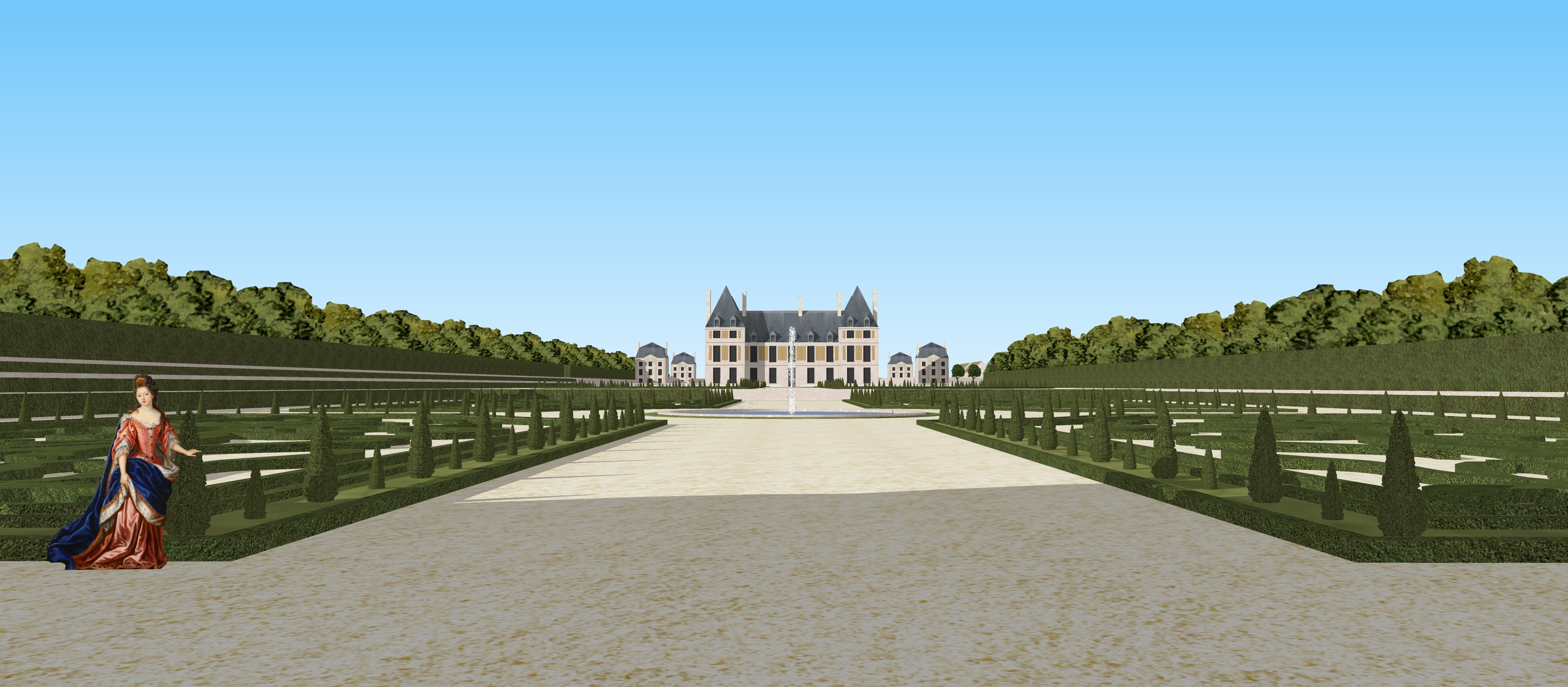
Restitution du château de Limours depuis le bout du second parterre, vers 1650

En 1638, Gaston d'Orléans demande à l'architecte François Mansart de concevoir un aqueduc pour y apporter les eaux de Chaumusson. Il sera bâti par le maître maçon de Limours Charles Terelot.
Pour le domaine, il fait aménager le pont sur la Prédecelle et le pavé, encore visible, qui le prolonge, et va en haut du bois vers la sortie nord. Là-haut, deux pavillons (aujourd’hui maisons particulières) encadrent encore cet accès direct vers Paris.
Devant le château, par une nouvelle intervention de François Mansart, une vaste esplanade voit le jour, bornée de quatre grands pavillons, dont l'un subsiste, et également de deux petits.

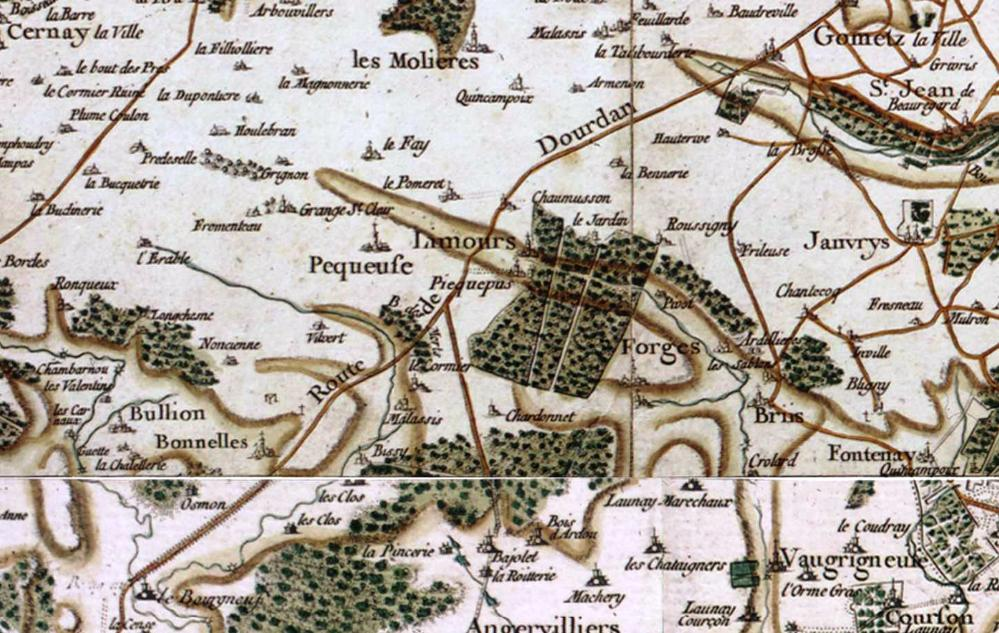
Les environs de Limours, plan de Cassini
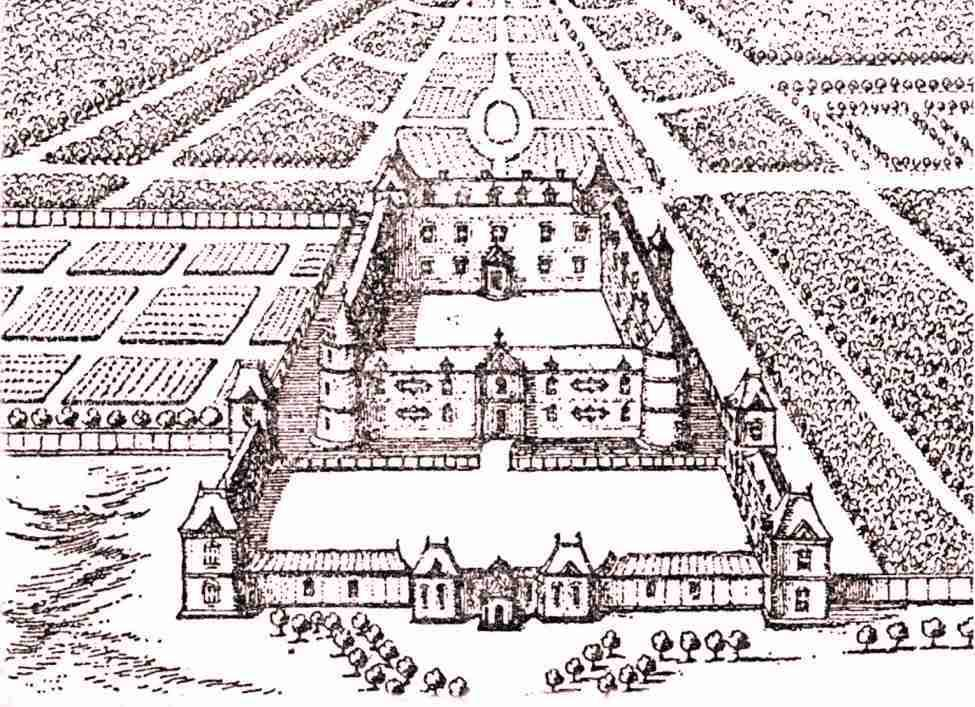
Le château de Limours, par Gomboust. Milieu du XVIIe siècle.
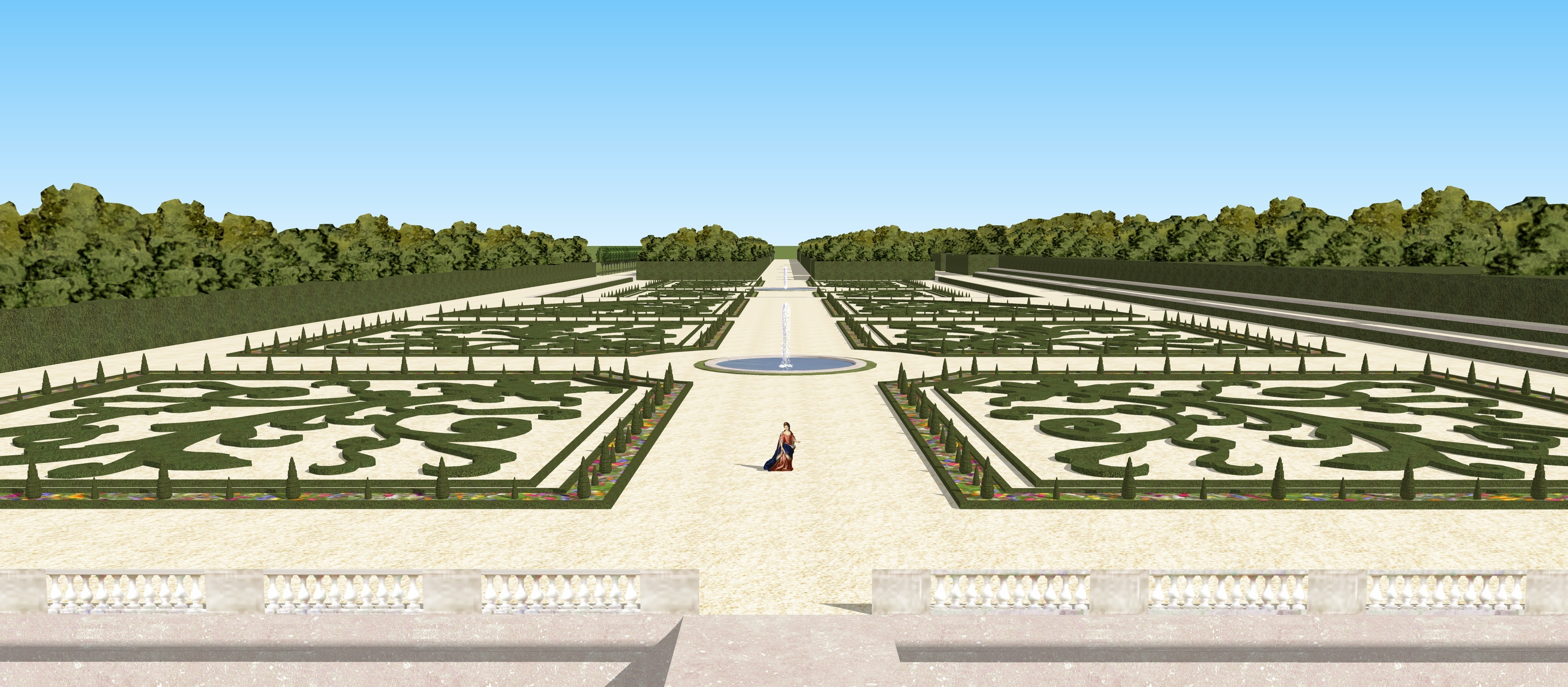
Restitution de la vue sur les parterres du château de Limours, depuis le premier étage, vers 1650.

Les Lamoignon

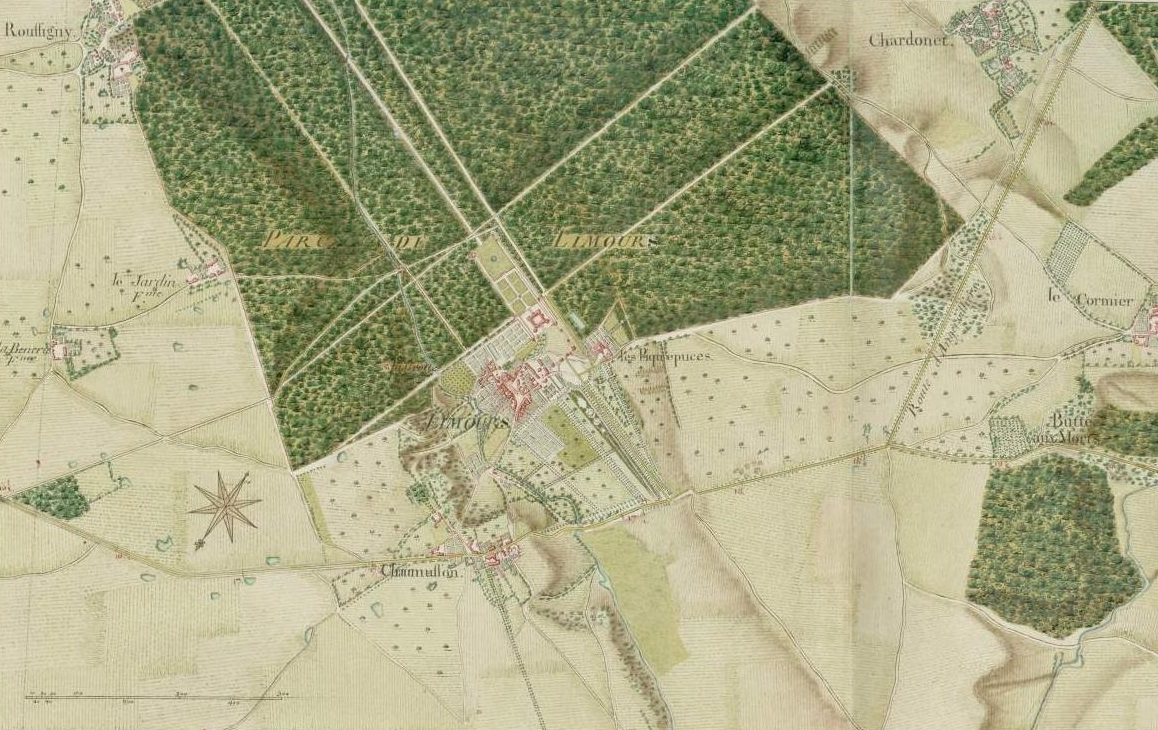
Plan de l'atlas Trudaine, milieu du XVIIIe siècle.
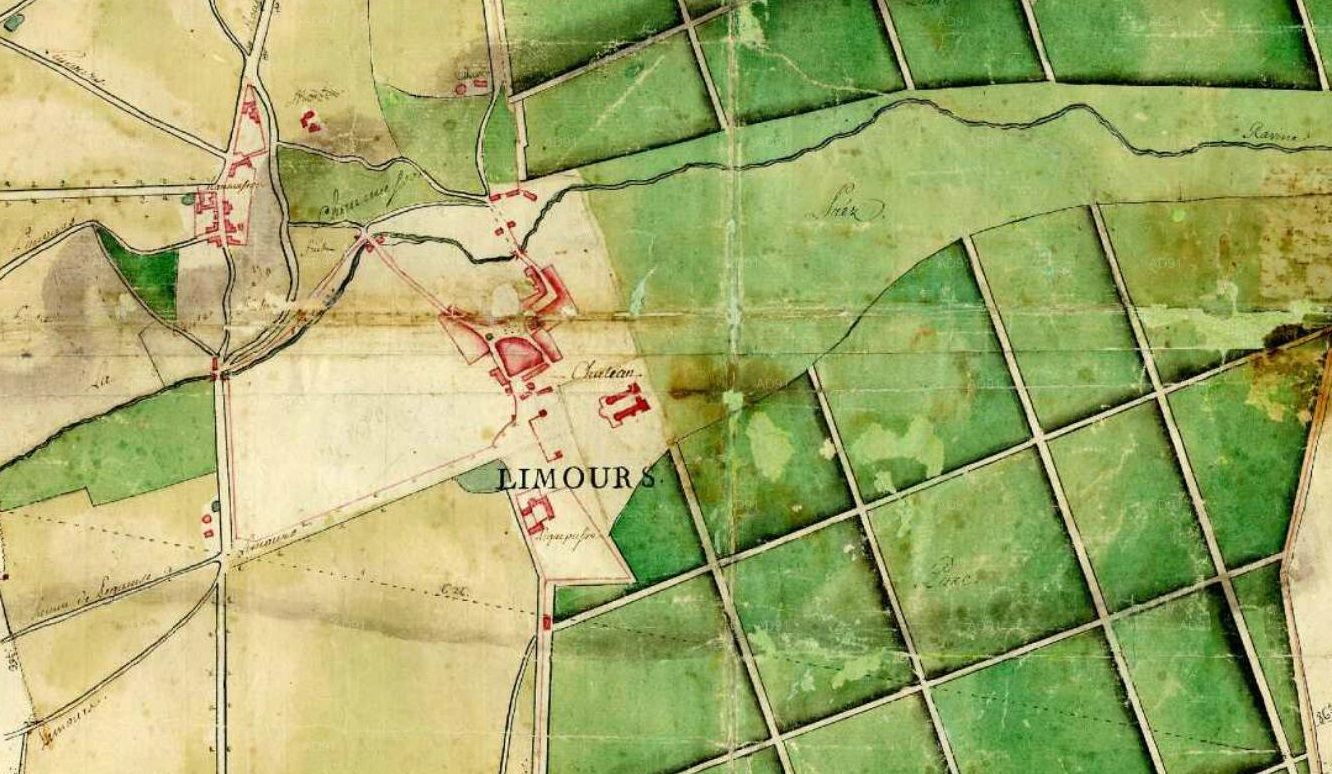
Plan d'intendance, 1783 (cadastre de Bertier de Sauvigny). AD 91

Louise-Julie-Constance de Rohan-Rochefort, comtesse de Brionne
Louise-Julie-Constance de Rohan-Rochefort, comtesse de Brionne (1734-1815), apporte une renaissance salutaire à la suite de la succession sans entretien des Lamoignon. Le délabrement de l'aile ouest (la façade entre les tours gothiques rondes) ne lui permet malheureusement pas de la conserver. L'architecte Laurent Bourgeois, est missionné pour sa destruction qui emporte avec elle la belle salle de bal, ses boiseries et sa toiture de Philibert Delorme. Elle ne la fait pas reconstruire, pour éclairer la cour intérieure.

## Le déclin et la destruction
Le domaine est déclaré bien national le 26 avril 1792, du fait de l'émigration de la comtesse. La vente des pièces commence un an plus tard. À vil prix, le mobilier part, chiffonniers, coiffeuses et commodes attirent moins que ce qui est proprement utilitaire. Après quelques prélèvements d’éléments pour les collections d’État, le bâtiment est adjugé à un revendeur de matériaux en 1796, Bernard Gournay. Les héritiers de la comtesse de Brionne renoncent en 1797 à la restitution de ce qui est désormais une ruine.
Sur le cadastre napoléonien de 1809, l'emplacement du château est matérialisé par des ruines, avec la légende "les ruines du château".
L'ensemble est définitivement arasé en 1835.

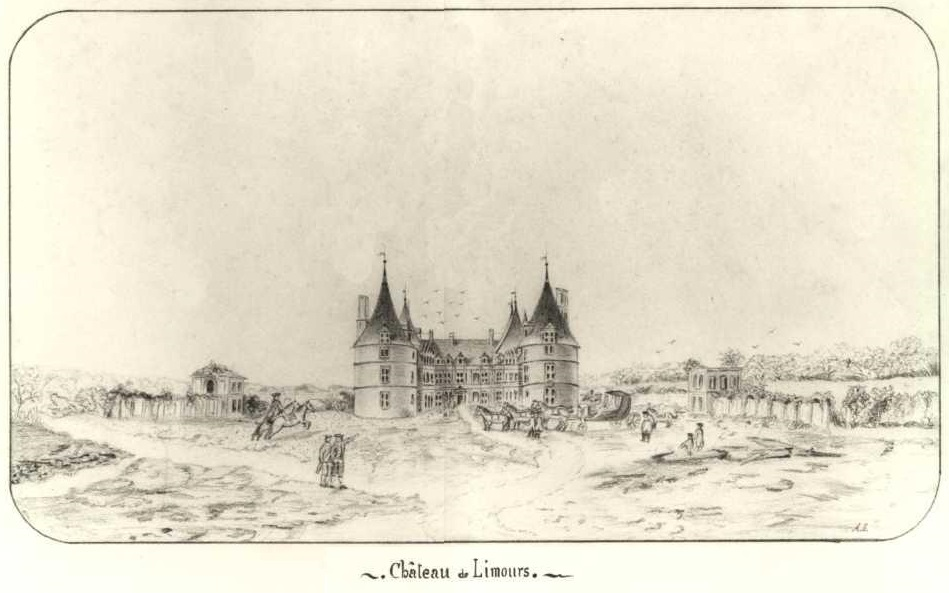
Vue de Limours depuis l'entrée. Fin du XVIIIe siècle.
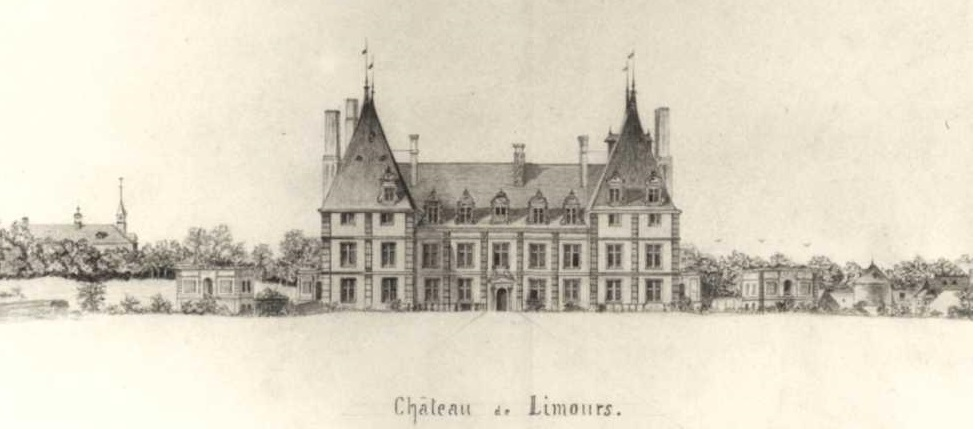
Elévation du château de Limours. Fin du XVIIIe siècle.
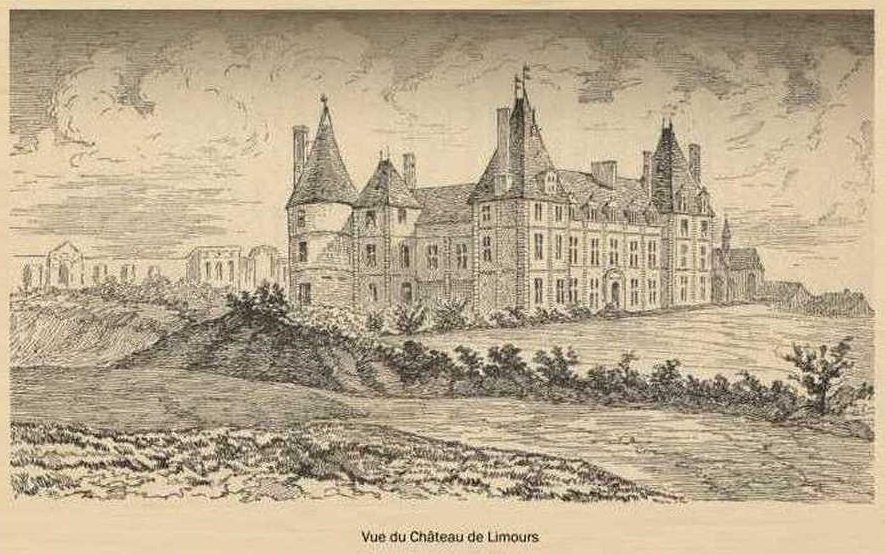
Vue du château de Limours.
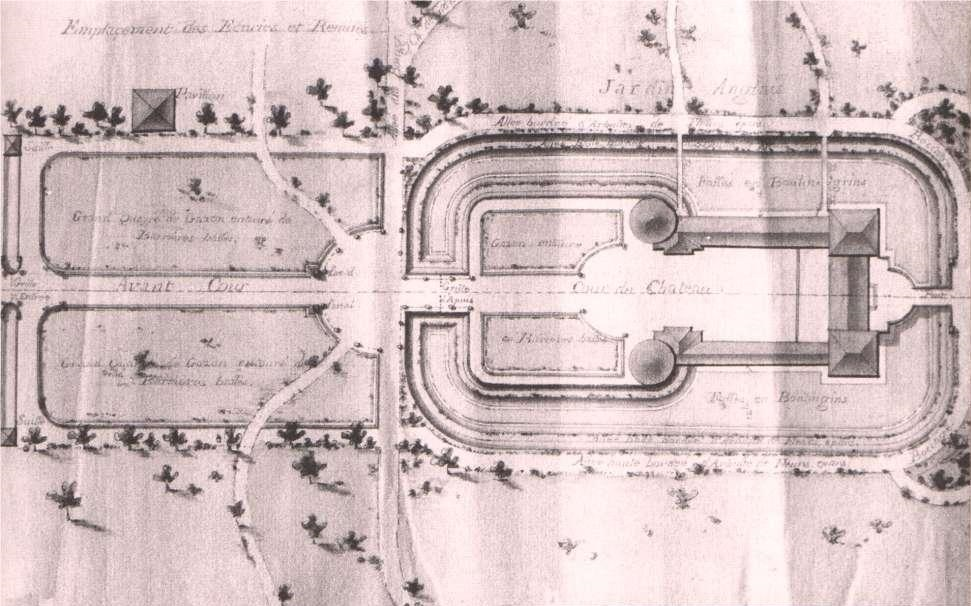
Plan du château de Limours, début du XIXe siècle.

## Les vestiges visibles de nos jours
De l'ensemble des constructions, il ne reste que l'un des six pavillons du côté de l'entrée, dit le "Pavillon Mansart", actuelle maison qui fait l'angle entre l'avenue du Parc et la rue du Couvent.
L'ensemble des fossés et soubassements du château disparu devraient également être conservés, sous les constructions contemporaines. Une fouille archéologique permettrait d'en retrouver quelques parties. Comme il en fut le cas en 2000, où une équipe de l'association AAC-CEA Archéologie entreprit une fouille modeste aux environs de l'avant-cour du château.
Les vestiges du domaine font l'objet d'une promenade thématique.

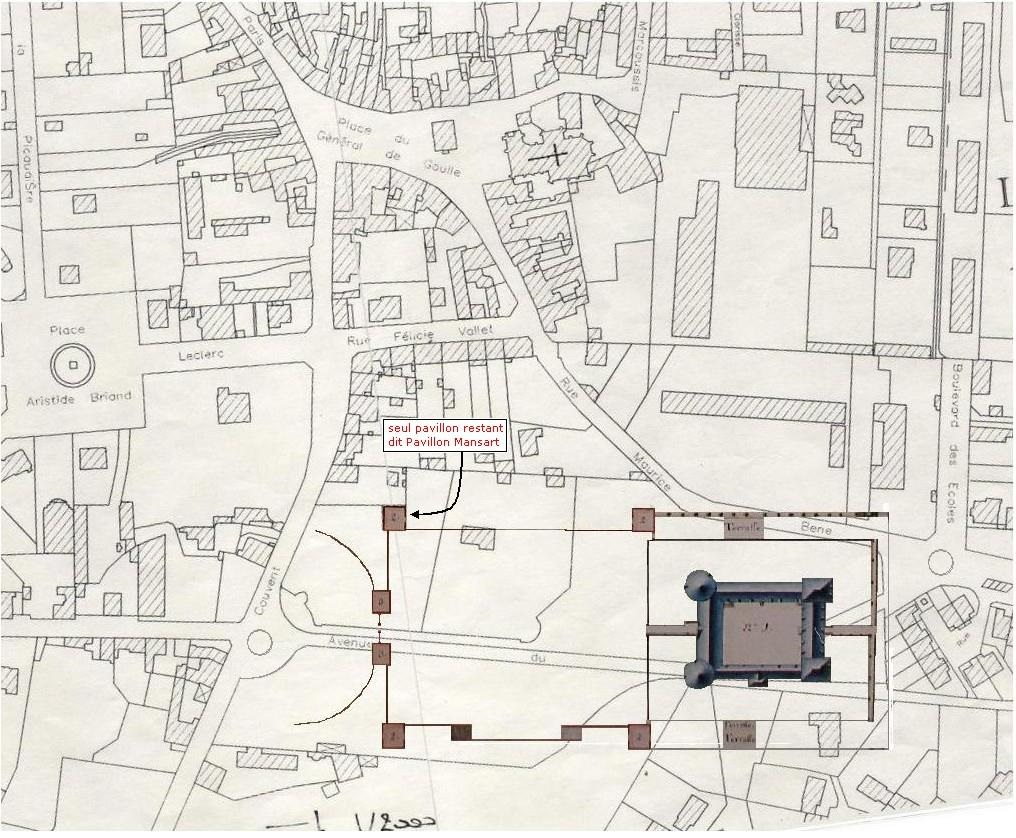
Schéma indiquant l'emplacement du château détruit avec le cadastre actuel.
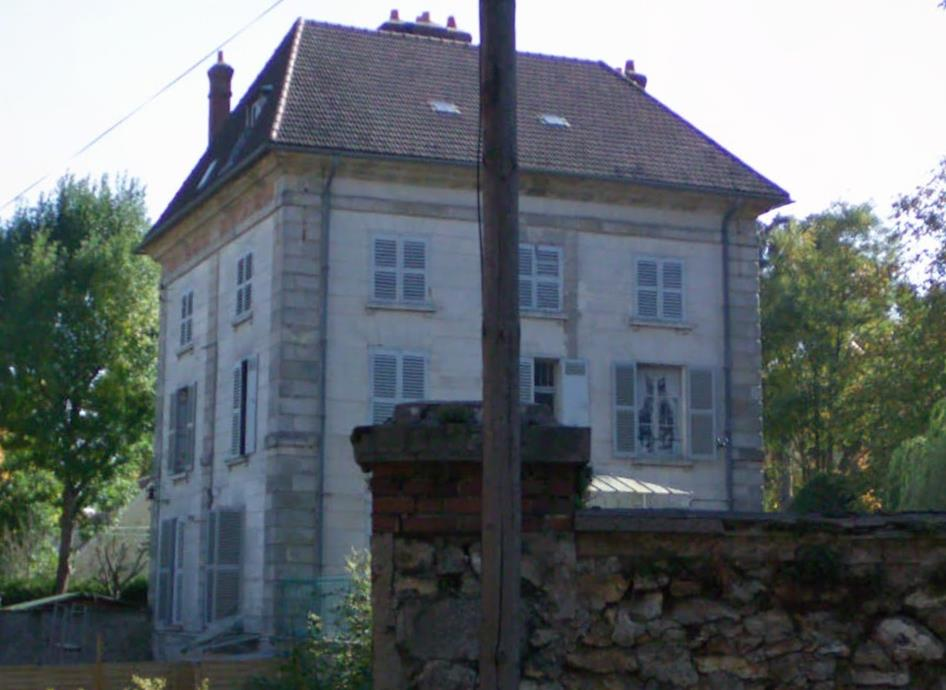
Le pavillon Mansart conservé, vu de la rue.
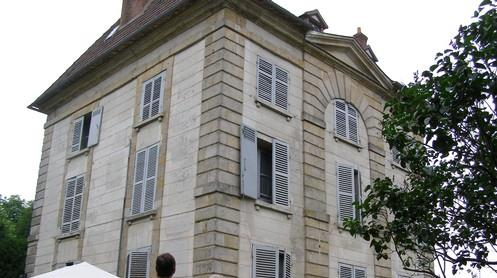
Le pavillon Mansart, vu du côté de l'ancienne cour.

## Les propriétaires du château[4]

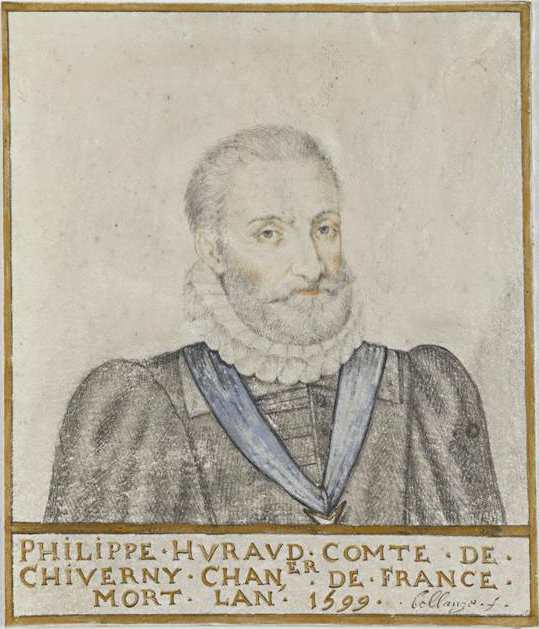
Philippe Hurault de Cheverny.

- Gautier de Limors, homme-lige du roi
- Charles V (acquisition en 1376)
- Jacques de Montmort, chambellan du roi, gouverneur du Dauphiné et du Viennois (don du roi la même année)
- Jean de Chastillon
- Charles de Carnazet et Claude de Cantelu (acquisition en 1480)
- René de Carnazet, frère du précédent
- Jean Poncher, conseiller du roi et trésorier des guerres (acquisition en 1516)
- François Ier
- Anne de Pisseleu, duchesse d'Étampes (adjudication en 1539, vraisemblablement un don déguisé)
- Henri II (acquisition en 1552)
- Diane de Poitiers, duchesse de Valentinois (don du roi en 1552)
- Françoise de Brézé, duchesse de Bouillon (héritage en 1566)
- Henri III (acquisition en 1581)
- Le duc Anne de Joyeuse (don du roi en 1581)
- Philippe Hurault de Cheverny, neveu de Jean Poncher, chancelier de France (acquisition en 1597)
- Louis Hurault, fils du précédent
- Le cardinal de Richelieu (acquisition en 1623)
- Louis XIII (acquisition en 1626)
- Gaston d'Orléans, frère du roi (don du roi la même année)
- Louis XIV, usufruit à Marguerite de Lorraine, veuve du précédent
- Maison de Lamoignon, seigneurs de Basville et de Courson
- Le comte d'Eu (acquisition en 1766 puis revente aux Lamoignon en 1768)
- Louise-Julie-Constance de Rohan-Rochefort, comtesse de Brionne (acquisition en 1775)
- État Français (Bien national en 1792)
- Bernard Gournay (adjudication en 1796)